# Linnéa Roxeheim
Linnéa Roxeheim, född 10 mars 1984 i Stockholm, är en svensk filmregissör, manusförfattare och rollsättare. Hon fick sitt genombrott som manusförfattare och regissör med dramaserien Portkod 1321 för SVT Play år 2012, som nominerades till Årets TV-drama på Kristallen 2013.

## Biografi
Roxeheim började med film som barnskådespelare på 1990-talet och som tonåring hade hon en mindre roll i filmen Livet är en schlager (2000), där hon spelade just en tonåring, och Klassfesten (2002), där hon spelade den unga Jeanette, men hon har sedan 2004 främst stått bakom kameran. Hon studerade under 2004 filmskapande vid New York Film Academy i Los Angeles och 2006-2007 psykologi vid Uppsala universitet. År 2006 gick hon en utbildning i dokumentärfilm vid Birkagårdens folkhögskola. Hon utexaminerades från regilinjen på Dramatiska Institutet 2010.
Hon var mellan 2003 och 2004 med i tonårspopgruppen Miio.
Efter att ha börjat studera film gjorde hon 2006 en egen dokumentärfilm, Vitt porslin, som handlar om hennes egna erfarenheter om hur det är att leva med ätstörningar.
Åren 2011–2012 regisserade hon sex stycken kortfilmer på 6-7 minuter var för ungdomsprogrammet 15 – Det är mitt liv på SVT Play, som var och en handlar om olika teman. Dessa sex kortfilmer var Kan inte sluta (ungdomsbrottslighet), IG-barn ((skolresultat, betyg), Ligger runt (sexualitet), Svika pappa (fängelse, familj), Alla andra (vänskap, alkohol) och Jag skär mig (självskadebeteende).
Hon fick sitt genombrott som manusförfattare och regissör med dramaserien Portkod 1321 för SVT Play år 2012, som nominerades till Årets TV-drama på Kristallen 2013 samt till TV-priset Prix Jeunesse. Portkod 1321 fick en uppföljare, Portkod 1525, som även den blev nominerad till Kristallen.
Som rollsättare har Roxeheim rollsatt filmen Monica Z från 2013, vilken uppmärksammades med elva nomineringar till Guldbaggegalan 2014. Filmen vann fyra Guldbaggen, bästa kvinnliga huvudroll (Edda Magnason) och bästa manliga biroll (Sverrir Guðnason), bästa regi (Per Fly) och bästa kostym (Kicki Ilander). Roxeheim var även statistansvarig vid filmningen av En gång i Phuket (2012).

## Filmografi

### Manus och regi

#### Dokumentärfilm
- 2006 – Vitt porslin (kortfilm)[6]

#### Novellfilm
- 2010 – Förväntningar (examensfilm)[1]
- 2010 – Orka bry sig[1]

#### Kortfilm
- 2010 – Tröst[1]

#### TV-serier
- 2012 – Portkod 1321 (SVT Play)
- 2014 – Portkod 1525 (SVT Play)

### Rollsättare
- 2013 – Monica Z[1]
- 2010 – Förväntningar[1]
- 2010 – Orka bry sig[1]